# Desiderata de los lombardos

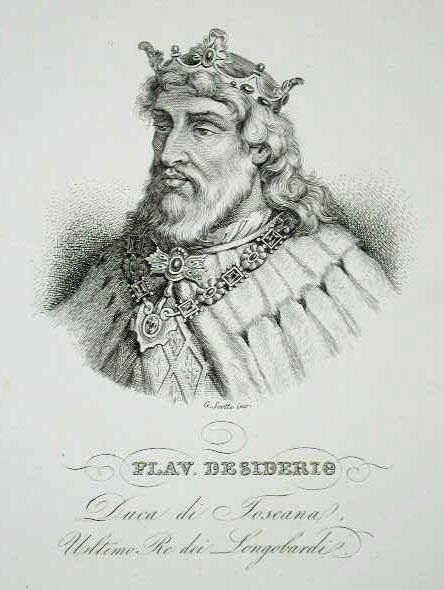
Flavio Desiderio, padre de Desiderata.

Desiderata o Ermengarda (c. 747-776) fue una reina de los francos al casarse con Carlomagno.
Desiderata era una de las cuatro hijas de Desiderio, rey de los lombardos, y su reina, Ansa. Se casó con Carlomagno, rey de los francos en 770, probablemente para formar un lazo entre los francos y los lombardos, que hasta entonces habían sido enemigos.
En 771 el matrimonio fue anulado, lo que perjudicó las relaciones entre francos y lombardos, presagiando la guerra de 774. No tuvieron hijos y no se sabe lo que ocurrió con ella con posterioridad.
Aunque a menudo se la llama Desiderata, actualmente existe la teoría de que este nombre procede de un error editorial en una copia del siglo XIX de los Monumenta Germaniae Historica que capitalizó la D en desideratam filiam (en Latín quiere decir hija deseada). La historiadora de la época carolingia Janet Nelson sostiene en su obra de 1998 After Rome's Fall que la hija de Desiderio se llamaba, de hecho, Gerperga. El razonamiento usado por Nelson se basa en la confusión que había aparentemente en muchos contemporáneos entre ella y Gerberga, la esposa franca de Carlomán I, quien era hermano de Carlomagno y su cogobernante durante el período de 768 a 771. Incluso el papa Esteban III parece confundir a las dos y los cronistas y analistas parecen creer que Gerberga huyó, al morir su esposo, a la corte de su padre (huyó donde Desiderio, quien definitivamente no era su padre). 
Lo que está acreditado es que Desiderio y Ansa tuvieron otras tres hijas llamadas Anselperga, Adelperga y Liutperga, nombres parecidos acabados en "-perga". Basándose en esto, la autora cree que la confusión fue causada porque las dos reinas (esposas de los hermanos Carlos y Carlomán) tenían el mismo nombre, esto es, Gerberga o Gerperga, que son las versiones franca y lombarda, respectivamente, del nombre francés moderno Gerberge.